# 情報子会社問題
情報子会社問題（じょうほうこがいしゃもんだい）とは、企業が本社機能として保有すべき情報システム部門を子会社化してITアウトソーシングする事によって、企業のITガバナンスが低下する問題である。

## 概要
情報技術の高度化に伴い、企業の経営戦略におけるITの重要性が高まる中、従業員1000人以上の企業の約4割が情報子会社を保有し、外部委託している状況である。（連結売上高5000億円以上の企業の約7割がIT子会社を保有し、その6割が完全子会社、親会社の出資比率が50%を超えるIT子会社は8割に上る）。企業は本体（親会社）の情報システム部門に企画機能を残し、開発・運用機能を情報子会社に移しているため、IT推進体制が分断されている状態である。（矢野経済研究所の2015年の調査によると、情報システム子会社の企画プロセスへの参画比率は50%程度で、情報子会社が親会社にコンサルティングを実施しているという実態となっている）。また、親会社と情報子会社のIT機能に重複や欠如が生じて、深刻な状態に陥っているケースもある。これに伴い、迅速なIT戦略の実行が困難な状況に陥り、国際競争力が著しく低下している。
米国の大企業の多くは本体に数千人規模のIT技術者を保有しているが、日本企業は最小限のIT企画要員を配置するのみである。そのため、日本企業が保有するIT技術者は米国企業の10分の1程度となっている。また、別の尺度では企業の総従業員に占めるIT部門の正社員比率が3%以下(情報子会社の正社員を含めると4.6%)という調査結果が示されている。企業の情報システム部門の弱体化により、システム内製が困難になり、コスト高になっても外部委託せざるを得ない企業が増加している。また、内部統制・監査対応やサイバー攻撃対策、データ分析、情報技術分野の研究開発等、情報システム部門に求められる役割が広範になり、伝統的なシステムインテグレーションに留まらない戦略的な視点が求められるようになった。これらの新しいミッションに備えるため、情報システム部門の再組織化が急務となっている。

## 歴史
- 1960年代に電算部が組織化
- 1980年代に電算部を情報システム部に名称変更、ソフトウェア開発部隊を子会社化
- 1990年代から2000年代に掛けて、情報システム部門を子会社化（一部はSIerに転身）
- 上記以降、ITベンダーの資本参加やIT子会社の売却（戦略的アウトソーシング）が加速
- 2010年代に情報システム部門の再組織化、インソーシングへと転換（内製回帰）

## 問題点
業務の継続性
大規模なシステム障害や顧客情報流出等のセキュリティ事故への対応が求められる中、迅速な意思決定が困難になる。その結果、社会的な信頼が失墜して顧客離れが深刻化し、事業継続が困難になる。
競争力の低下
日本企業は欧米企業の後追いを続けており、コア事業とITを融合した新しい製品・サービスの提供ができない。その結果、米国の大手IT企業やベンチャー企業、スタートアップにシェアを脅かされる。
システム内製要員の確保
業務に精通した高度な情報処理技術者をITアウトソーシングで永続的に確保するのは困難である。その結果、自社のIT戦略にかかわらず、ベンダーロックインによるフルアウトソーシング戦略しか選択できなくなる。

## 課題
事業部門へのIT人材の配置
2019年までに、3社に1社以上の企業が、フロントオフィス・アプリケーションの開発/運用のために、IT人材を事業部門に配置するようになると予見されており、情報処理技術者を事業部門に配置し、コア事業とITの融合が加速すると考えられている。フィンテック、IoTも参照
グローバル展開に伴うデータセンターの統合、ビッグデータの共有等
企業はデータセンターの統合、プライベートクラウド化、ビッグデータの共有といった新しい形の基幹システムを構築して国際競争力を高めようとしている。企業における情報システムの構築、運用は重要度を増し、経営戦略上の課題となっている。

## 対策
ケース(1) 事業持株会社による情報子会社の吸収合併
IT組織を企業グループの中核企業に統合・集約することで、IT統制を高めるケース
情報システム部門にコア事業とITの融合をミッションとする第2の情報システム部門を組織化して、テクノロジー企業に転換するケース　※第2の情報システム部門は事業部門である
ケース(2) 事業会社による情報子会社の吸収合併
企業グループの中核企業ではないが、情報システム機能を統合することで、企画～開発、運用を一本化するケース
(デメリット：企業単位に最適化されるため、企業の壁を超えたシステムやデータの共有には不向き)
ケース(3) 持株会社傘下の複数の情報子会社の統合
情報子会社を事業会社と同列のIT戦略企業に位置付け、企画～開発、運用を情報子会社に集約するケース
(デメリット：基本的には別企業のため、コアビジネスとの融合には不向き、また顧客とコンサルタントという立場の違いが残る)
ケース(1)、ケース(2)は事業会社と情報子会社を統合するため、情報システム人材に適した評価制度や待遇、キャリアパスを準備する必要がある。

## 社会・情報産業との関係

### 東京一極集中と地方IT技術者の減少
企業の本社が首都圏に集中していることから、本社機能である情報システム部門や情報子会社は首都圏に集約化される傾向がある。そのため、データセンターの技術者(カスタマエンジニア：CE)を除いたITベンダーも首都圏に集中せざるを得ない状況となり、日本のIT業界の9割は東京に集中していると言われている。(情報通信業の上場企業の83.1％（130社中108社）が東京を中心とする京浜葉圏に立地している)。特に問題とされているのは地方IT技術者の減少である。地方に本社を置く企業の場合、情報システムを内製せずに外部調達しようとすると、必要の都度、首都圏のエンジニアを確保する必要があり、コスト高やビジネススピードに対応できないといった問題が発生する。また、外部依存を続けている企業は地方エンジニアの不足から内製が困難となり、フルアウトソーシングせざるを得なくなる可能性がある。

### 産学連携によるイノベーションの加速
イノベーション(技術革新)において情報技術が注目される中、企業の情報システム部門は最小限の企画機能しか持たない組織であるため、情報子会社と合わせても十分な研究開発(R&D)要員を保有していない。そのため、企業はスタンフォード大学やマサチューセッツ工科大学等の研究機関、ITベンチャー企業等と協業することで、不足している研究開発機能を補っている状況である。またIT企業の集積地であるシリコンバレーに共同研究を目的とした子会社を設立するといった動きも見られる。一方、日本国内のIT領域の産学連携は十分に機能しているとは言えず、日本発のイノベーションや日本版シリコンバレー、文部科学省が定めるスーパーグローバル大学との共同研究拠点の設置といった動きは限定的である。コンサルティング会社(ITR)は「デジタルイノベーションを実現するためには、IT部門の拡張機能として位置づけられるか、別部門を設置するかを問わず、企業はこれに対応する機能を保有することが求められる」としている。